# Albert Wilson (football américain)
Pour les articles homonymes, voir Wilson.
(en) Statistiques sur pro-football-reference et pro-football-reference
Albert Wilson, né le 12 juillet 1992 à Fort Pierce en Floride, est un sportif professionnel américain de football américain ayant joué au poste de wide receiver dans la National Football League (NFL) pendant neuf saisons (2014-2022).
Non sélectionné lors de la draft 2014 de la NFL, il est engagé par la franchise des Chiefs de Kansas City où il reste quatre saisons. Il rejoint ensuite les Dolphins de Miami (2018-2021), les Vikings du Minnesota (intersaison 2022) et les Raiders de Las Vegas (2022). Non signé en 2023, il annonce prendre sa retraite en mai 2024.
Au niveau universitaire, il a joué pour les Panthers de l'université d'État de Géorgie pendant quatre saisons dans la NCAA Division I FBS et sa Sun Belt Conference. Il détient toujours plusieurs records de cette université, dont ceux du plus grand nombre de touchdowns inscrits en réception, de la plus longue passe et du plus long retour de punt,.

## Biographie

### Jeunesse
Wilson a joué au poste de quarterback pour les Jaguars de l'école secondaire de Port St. Lucie. Il est nommé joueur offensif de l'année All-Area par Scripps Treasure Coast Newspapers en 2010 en tant que senior, quand il totalise 1 029 yards à la passe pour 9 touchdowns et 824 yards pour 11 touchdowns à la course. Également wide receiver et membre des unités spéciales, il réalise 81 yards en réception, 132 yards de retour d'interceptions et 565 yards de retour de kickoffs ou de punts.

### Carrière universitaire
Wilson fréquente l'Université d'État de Géorgie de 2010 à 2013 et il y joue au football américain pour les Panthers.
Pour son année freshman, en 2010, il se fait remarquer dès le match d'ouverture, une victoire 41-7 contre les Hawks (en) de l'université Shorter, en réalisant un retour de kickoff de 53 yards. Lors du quatrième match de la saison, une victoire 55-51 contre les Tigers (en) de l'université d'État de Savannah, il réceptionne une passe de 29 yards du quarterback Drew Little pour marquer le premier touchdown de sa carrière à la fin de la première mi-temps. Il en ajoute un deuxième en début de troisième quart-temps à la suite d'une passe de 28 yards. Le 30 octobre, lors de la défaite 34-39 contre les Jaguars de l'université du Sud de l'Alabama, il fait un retour de kickoff de 50 yards et totalise 125 yards sur le match. Lors du dernier match de la saison, une défaite 63-7 contre le Crimson Tide de l'université de l'Alabama, Wilson fait un retour de kickoff de 97 yards pour marquer son troisième touchdown de l'année.
La saison 2011, son année sophomore, le voit terminer meilleur receveur de GSU avec 37 réceptions pour 772 yards et 6 touchdowns en 9 matchs. Il est également 8e du pays dans les retours de punt (11,9), 20e au nombre de yards en réception par match (85,8) et 29e au nombre de yards totales (134,4). Il est sélectionné dans l’équipe FCS Independent Football All Conference par College Sports Madness. Le 22 octobre 2011, lors d'une victoire 27-20 contre les Jaguars de South Alabama, il capte ce qui est, à ce moment-là, les deux plus longues passes de touchdown de l'histoire de Georgia State, une de 78 yards et une de 64 yards.
Les honneurs continuent en 2012, son année junior, puisqu'il partage le titre de Special Teams Player of the Year, décerné par Colonial Athletic Association, avec B.W. Webb (en) du Collège de William et Mary ainsi qu'une sélection en première équipe Al-CAA. Le 3 novembre, lors d'une défaite 53-27 contre les Monarchs de l'Université Old Dominion, il retourne un kickoff sur 100 yards et marque un touchdown. Sur la séquence offensive suivante de son équipe, au quatrième quart-temps, il réceptionne une passe de touchdown de 93 yards. Il termine le match avec 296 yards au total et 6 réceptions et est nommé CFPA National Kickoff Returner of the Week pour ses performances.
Une nouvelle récompense vient s'ajouter durant la saison 2013, l'année senior de Wilson, puisqu'il est sélectionné dans la première équipe All-Sun Belt Conference.

### Carrière professionnelle
Wilson est invité au combine de la National Football League à Indianapolis, et réalise les performances suivantes :
| Taille             | Poids          | Bras               | Main              | Sprint   | Sprint   | Sprint   | Shuttle 20 yards | 3 cones drill | Détente            | Détente             | Développé couché | Test Wonderlic |
| Taille             | Poids          | Bras               | Main              | 40 yards | 10 yards | 20 yards | Shuttle 20 yards | 3 cones drill | verticale          | horizontale         | Développé couché | Test Wonderlic |
| 5 ft 9 in (1,75 m) | 202 lb (92 kg) | 30 in 3⁄8 (0,77 m) | 9 in 1⁄8 (0,23 m) | 4,43 s   | 1,54 s   | 2,60 s   | 4,21 s           | 7 s           | 37 in 1⁄2 (0,95 m) | 10 ft 3 in (3,12 m) | 10 reps          |                |

#### Chiefs de Kansas City (2014-2017)
Le 11 mai 2014, les Chiefs de Kansas City signent Wilson en tant qu'agent libre après avoir été ignoré durant la draft 2014 de la NFL. Le contrat à une durée trois ans, une valeur de 1,54 million de dollars, assorti d'un bonus à la signature de 10 000 dollars.
Il fait ses débuts dans la NFL le 7 septembre 2014 contre les Titans du Tennessee. Il attrape sa première passe professionnelle lors du match suivant contre les Chargers de San Diego. Il termine sa première saison professionnelle avec 16 réceptions pour 260 yards.
Wilson termine la saison régulière 2015 en tant que troisième receveur des Chiefs avec 35 réceptions pour 451 yards et 2 touchdowns. Les Chiefs terminent la saison régulière avec un bilan de 11 victoires et 5 défaites, et se qualifient pour les éliminatoires. Ils sont éliminés par les Patriots de la Nouvelle-Angleterre lors du tour de division. Wilson conclut les éliminatoires avec 7 réceptions pour 66 yards et un touchdown.
La saison 2016 se termine avec 31 réceptions pour 279 yards et deux touchdowns, plus un autre à la course. Les Chiefs se qualifient de nouveau pour les éliminatoires et lors du tour de division contre les Steelers de Pittsburgh, il réceptionne deux passes pour trois yards et un touchdown dans la défaite de 18 à 16.
Le 9 mars 2017, Wilson signe une prolongation d'un an de 1,79 million de dollars. En 2017, il termine la saison avec 42 réceptions pour 554 yards et trois touchdowns.

#### Dolphins de Miami

##### 2018
Le 15 mars 2018, Wilson signe un contrat de trois ans pour un montant de 24 millions de dollars incluant un bonus à la signature de 4 millions avec les Dolphins de Miami,.
Au cours de la 3e semaine de la saison 2018, Wilson réussit deux réceptions pour un gain de 7 yards et réussit une passe de touchdown de 52 yards vers Jakeem Grant à l'occasion d'un jeu « truqué » lors de la victoire 28 à 20 face aux Raiders d'Oakland. Au cours de la 6e semaine contre les Bears de Chicago, Wilson effectue six réceptions pour un sommet en carrière de 155 yards et deux touchdowns, ce qui lui vaut le titre de meilleur joueur offensif de la semaine en AFC. Il est placé sur la liste des blessés le 24 octobre 2018 après avoir subi une blessure à la hanche en 7e semaine et manque le restant de la saison. Il termine 2018 avec 26 réceptions pour 391 yards et quatre touchdowns.

##### 2019
Wilson se blesse au mollet lors de la première semaine contre les Ravens de Baltimore et doit quitter le match. L'attaque de Miami a été inexistante en première période, et Wilson n'avait attrapé que deux passes pour seulement 13 yards avant sa blessure. En 8e semaine, contre les Steelers de Pittsburgh, il inscrit son seul touchdown de la saison en réception d'une passe de 5 yards du quarterback Ryan Fitzpatrick. Lors de la quatorzième semaine, contre le Jets de New York, il doit quitter le terrain conformément au protocole de traumatisme crânien de la NFL. Il en est libéré pour le match de la semaine suivante contre les Giants de New York.

##### 2020
Le 5 août 2020, Wilson annonce qu'il a décidé de ne pas jouer la saison à la suite de la pandémie de Covid-19.

##### 2021
De retoiur en 2021, Wilson participe à 14 matchs (dont 5 en tant que titulaire), et totalise 25 réceptions pour 213 yards.

#### Vikings du Minnesota
Le 1er juin 2022, Wilson signe avec les Vikings du Minnesota mais est libéré le 22 août.

#### Raiders de Las Vegas
Le 7 octobre 2022, Wilson signe avec Raiders de Las Vegas pour intégrer leur équipe d'entraînement et quatre jours plus tard, intègre l'effectif principal. Il est libéré le 22 octobre, resignant de suite pour l'équipe d'entraînement. Il est libéré le 28 décembre 2022.

#### Retraite
Le 10 mai 2024, Wilson annonce prendre sa retraite du football américain professionnel via un message sur Instagram.

## Statistiques

### Universitaires
| Année  | Équipe        | Statut | MJ |     | Courses | Courses | Courses | Courses |       | Passes réceptionnées | Passes réceptionnées | Passes réceptionnées | Passes réceptionnées |
| Année  | Équipe        | Statut | MJ | Nb. | Yards   | Moy.    | TD      | Nb.     | Yards | Moy.                 | TD                   |                      |                      |
| 2010   | Georgia State | FR     | 09 | 11  | 018     | 01,6    | 0       | 19      | 0 294 | 15,5                 | 2                    |                      |                      |
| 2011   | Georgia State | SO     | 09 | 04  | 044     | 11,0    | 0       | 36      | 0 758 | 21,0                 | 6                    |                      |                      |
| 2012   | Georgia State | JR     | 11 | 08  | 018     | 02,2    | 0       | 48      | 0 947 | 19,7                 | 7                    |                      |                      |
| 2013   | Georgia State | SR     | 12 | 24  | 251     | 10,5    | 1       | 71      | 1 177 | 16,6                 | 8                    |                      |                      |
| Totaux | Totaux        | Totaux | 41 | 47  | 331     | 7       | 1       | 174     | 3 176 | 18,2                 | 23                   |                      |                      |

### Professionnelles
| Année                    | Équipe                   | MJ |     | Passes réceptionnées | Passes réceptionnées | Passes réceptionnées | Passes réceptionnées |       | Courses | Courses | Courses | Courses |
| Année                    | Équipe                   | MJ | Nb. | Yards                | Moy.                 | TD                   | Nb.                  | Yards | Moy.    | TD      |         |         |
| 2014                     | Chiefs de Kansas City    | 12 | 16  | 260                  | 16,3                 | 0                    | -                    | -     | -       | -       |         |         |
| 2015                     | Chiefs de Kansas City    | 14 | 35  | 451                  | 12,9                 | 2                    | 5                    | 26    | 05,2    |         |         |         |
| 2016                     | Chiefs de Kansas City    | 16 | 31  | 279                  | 09,0                 | 2                    | 2                    | 50    | 25,0    | 1       |         |         |
| 2017                     | Chiefs de Kansas City    | 13 | 42  | 554                  | 13,2                 | 3                    | 3                    | 06    | 02,0    | 0       |         |         |
| 2018                     | Dolphins de Miami        | 07 | 26  | 391                  | 15,0                 | 4                    | 8                    | 16    | 02,0    | 0       |         |         |
| 2019                     | Dolphins de Miami        | 13 | 43  | 351                  | 08,2                 | 1                    | 5                    | 45    | 09,0    | 0       |         |         |
| 2021                     | Dolphins de Miami        | 14 | 25  | 213                  | 08,5                 | 0                    | 4                    | 17    | 04,3    | 0       |         |         |
| Totaux en NFL            | Totaux en NFL            | 89 | 218 | 2499                 | 11,5                 | 12                   | 27                   | 160   | 7,5     | 1       |         |         |
| Totaux chez les Chiefs   | Totaux chez les Chiefs   | 55 | 124 | 1 544                | 12,5                 | 7                    | 10                   | 82    | 8,2     | 1       |         |         |
| Totaux chez les Dolphins | Totaux chez les Dolphins | 34 | 94  | 955                  | 10,2                 | 5                    | 17                   | 78    | 7,0     | 0       |         |         |

| Année  | Équipe                | MJ     |     | Courses | Courses | Courses | Courses |       | Passes réceptionnées | Passes réceptionnées | Passes réceptionnées | Passes réceptionnées |
| Année  | Équipe                | MJ     | Nb. | Yards   | Moy.    | TD      | Nb.     | Yards | Moy.                 | TD                   |                      |                      |
| 2015   | Chiefs de Kansas City | 2      | 2   | 11      | 5,5     | 0       | 7       | 66    | 09,4                 | 1                    |                      |                      |
| 2016   | Chiefs de Kansas City | 1      | 0   | 0       | 0,0     | 0       | 2       | 03    | 01,5                 | 1                    |                      |                      |
| 2017   | Chiefs de Kansas City | 1      | 0   | 0       | 0,0     | 0       | 2       | 26    | 13,0                 | 0                    |                      |                      |
| Totaux | Totaux                | Totaux | 2   | 11      | 5,5     | 0       | 11      | 95    | 8,6                  | 2                    |                      |                      |